# Anstalten Tillberga
Anstalten Tillberga är ett fängelse utanför Västerås, som byggdes 1963. Tillberga är ett fängelse med öppen anstalt, där fängelset enligt den gamla skalan hade säkerhetsklass F, men med den aktuella skalan har säkerhetsklass 3.
Renoveringar har gjorts i omgångar och idag (2025) finns totalt fem paviljonger (A, B, C, D och E). Tre av paviljongerna (A, B och C) har vardera fyra skepp, med c:a 10 bostadsrum i varje skepp. Två skepp delar på ett allrum/tv-rum och varje skepp har sitt eget pentry, två egna toaletter samt en egen dusch. Årsskiftet 2020/2021 öppnades modulhus med två våningar (paviljong D och E). Sedan 2019 har anstalten vuxit från 117 platser till över 200 platser. 2024-2025 har flertalet bostadsrum byggts om till dubbelbeläggning på grund av platsbrist på landets anstalter.
Anstalten har ca 115 anställda män och kvinnor.

## Arbete
Trähusfabrik, produktionskök, annan strukturerad verksamhet (ASV) samt städ och service/underhåll.

## Utbildning
Vuxenutbildning på grundläggande och gymnasial nivå, svenska för invandrare samt läs- och skrivträning. Dessutom har Tillberga träteknisk utbildning.

## Behandling och program
Anstalten har flera ackrediterade behandlingsprogram de intagna kan delta i.

### Fritid
Anstalten Tillberga har idrottshall, utegym, musikrum och minigolfbana. Regelbundna besök av representanter från Svenska Kyrkan och trossamfund.

### Arbetet mot narkotika
De intagna på Tillberga lämnar regelbundet urinprov för kontroll av drogfrihet. Personalen på anstalten visiterar dagligen celler och andra utrymmen för att förhindra att droger kommer in på anstalten. En narkotikahund finns även på anstalten.